# Parc municipal de Vårbergstoppen
La parc municipal de Vårbergstoppen (en suédois : Vårbergstoppens stadspark) est un parc du quartier de Vårberg à Stockholm en Suède.

## Description
Vårbergstoppen est l'une des collines artificielles de Stockholm et une zone de loisirs populaire à Vårberg, Skärholmen.
La zone est destinée à devenir un parc important à mesure que la ville se densifiera.
LAND arkitektur a été responsable de la nouvelle aire de jeux du parc.
Située près de la nouvelle entrée centrale, l'aire de jeux a été conçue autour de deux thèmes liés au paysage existant : l'Aventure et la Forêt des Contes de Fées.
LAND arkitektur a reçu des idées des utilisateurs eux-mêmes, les enfants jouant dans le parc.
En 2019-2021, la ville de Stockholm a rénové Vårbergstoppen, pour le transformer en parc urbain. En janvier 2019, 70 nichoirs adaptés à différentes espèces d'oiseaux ont été posés, et des nichoirs pour chauves-souris et papillons ont également été installés.
En novembre de cette année-là, les travaux de construction d’un nouveau parc urbain ont commencé avec des jeux pour les petits enfants, des jeux pour les enfants un peu plus âgés, une salle de sport en plein air, une zone d'observation des oiseaux avec une tour, des zones de barbecue, une forêt de contes de fées et « d'autres surprises ».
La conception a été réalisée par Land Arkitektur (les deux terrains de jeux), Tyréns (éclairage et autres parties du parc) et les architectes Moa Andrén et Tove Fogelström (tour d'observation et la famille de balles).
Le parc municipal de Vårbergstoppen a été nommé avec neuf autres finalistes pour le prix du bâtiment de l'année 2021 à Stockholm.

## Galerie

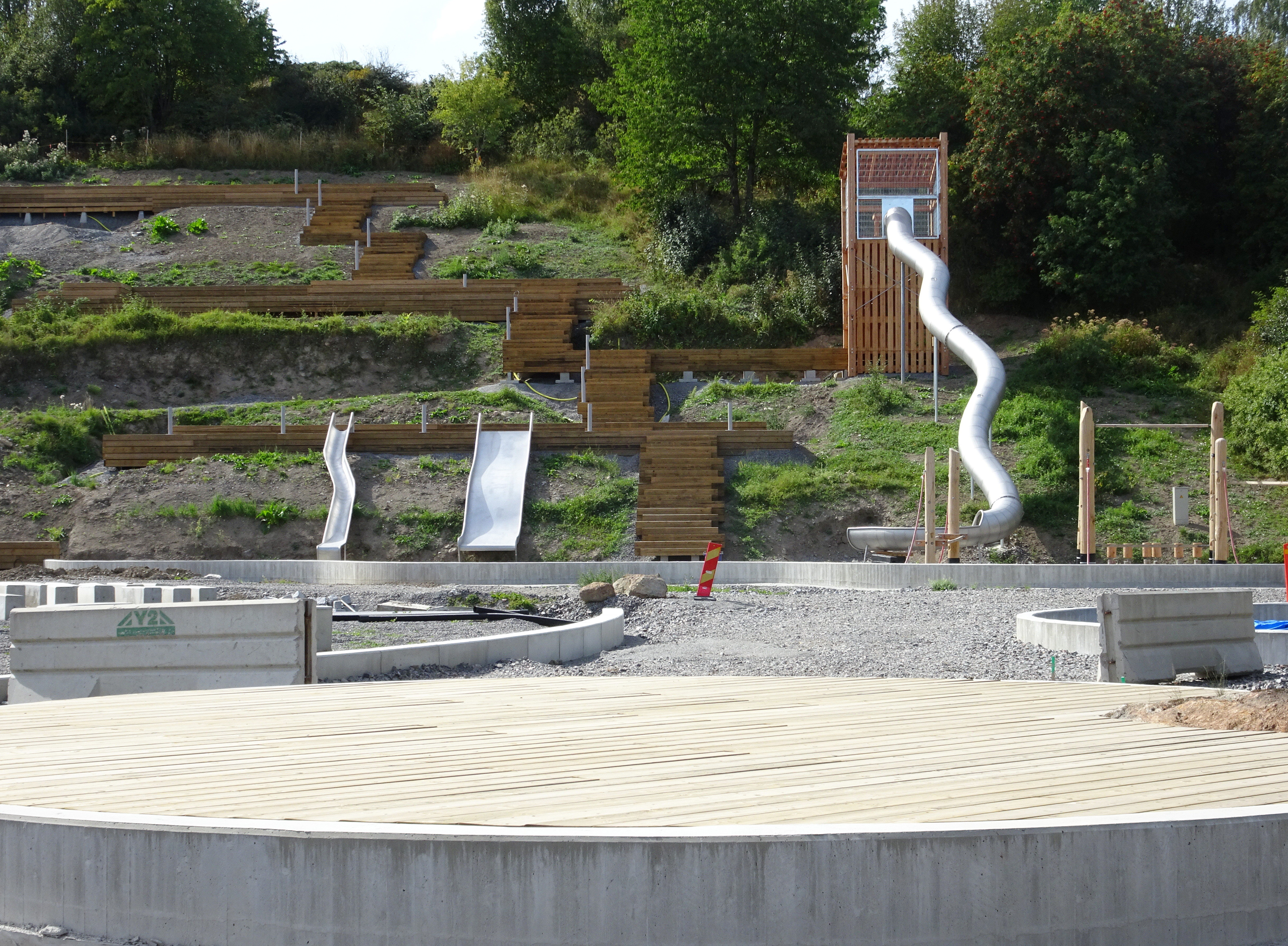
Août 2020.
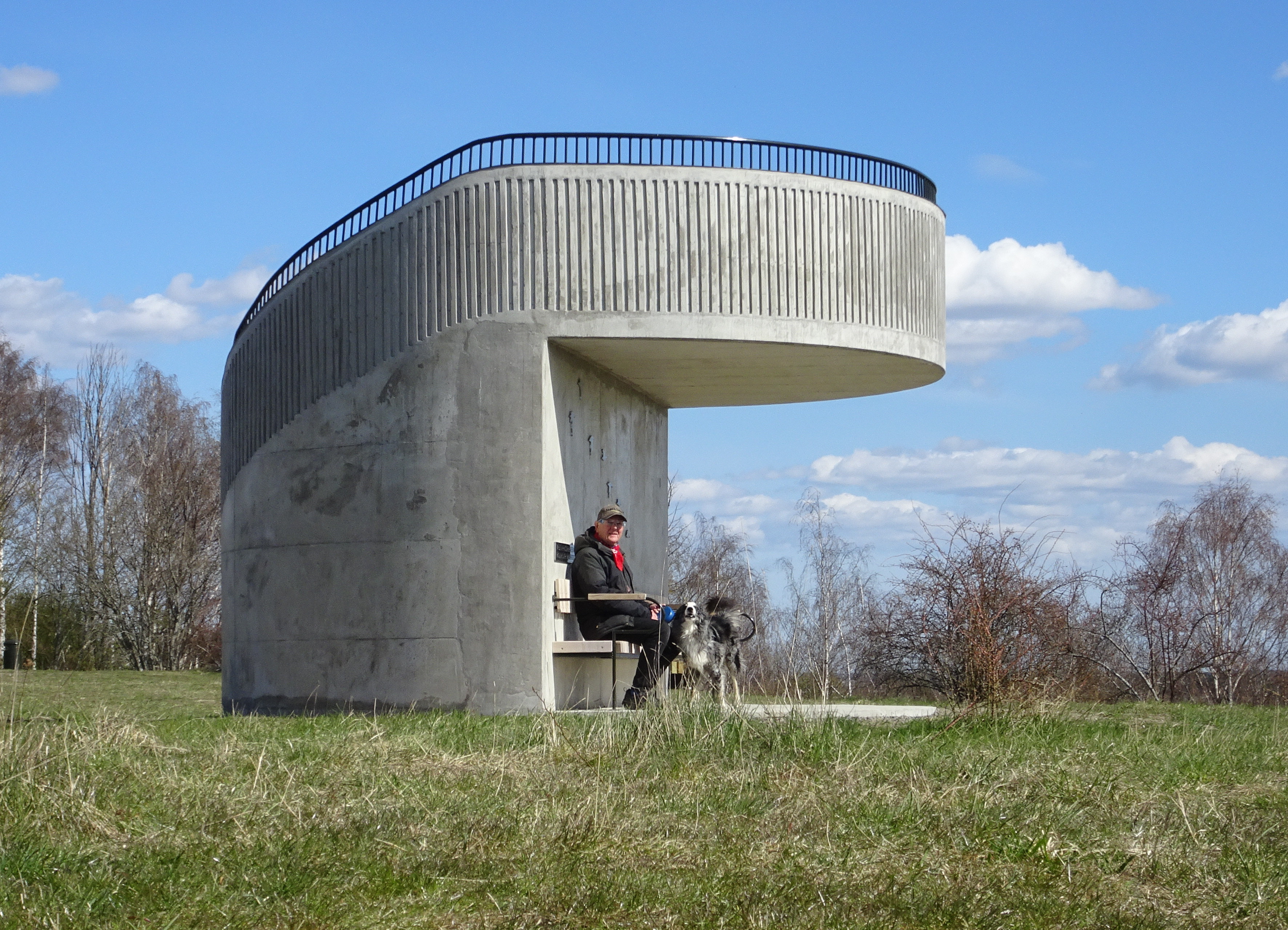
Nouvelle tour d'observation au sommet sud, avril 2021.
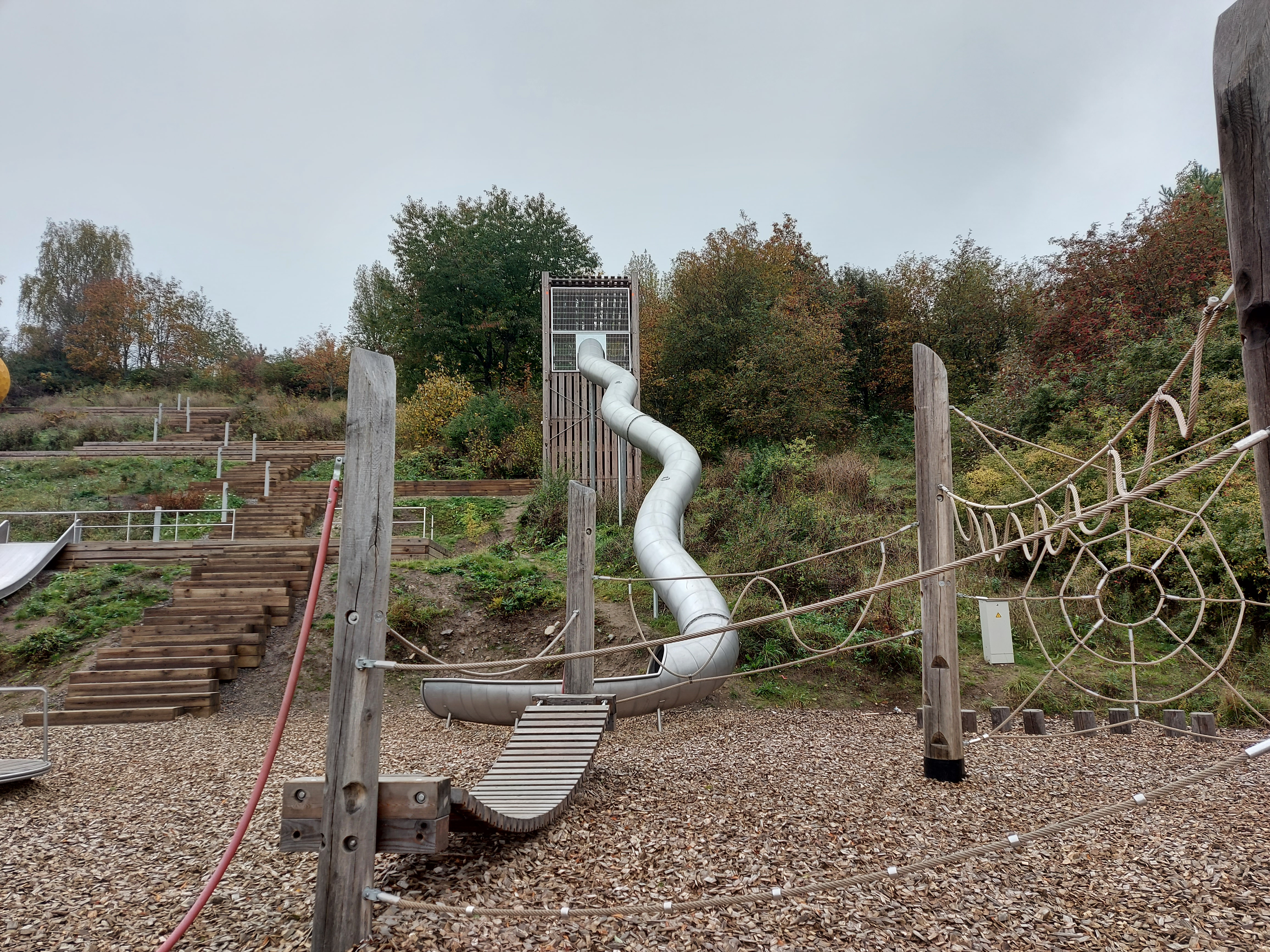
Vårbergstoppen en octobre 2021.
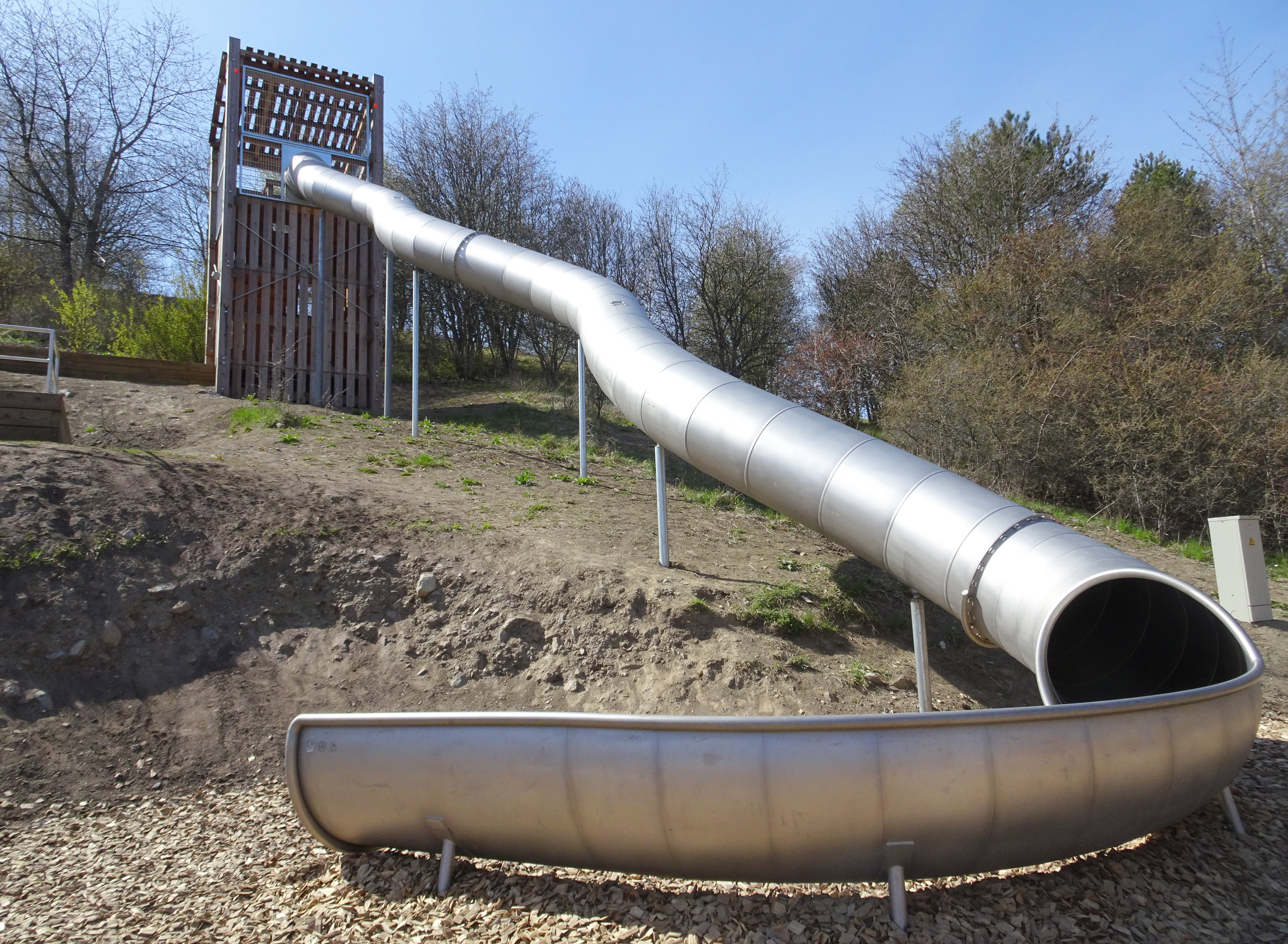

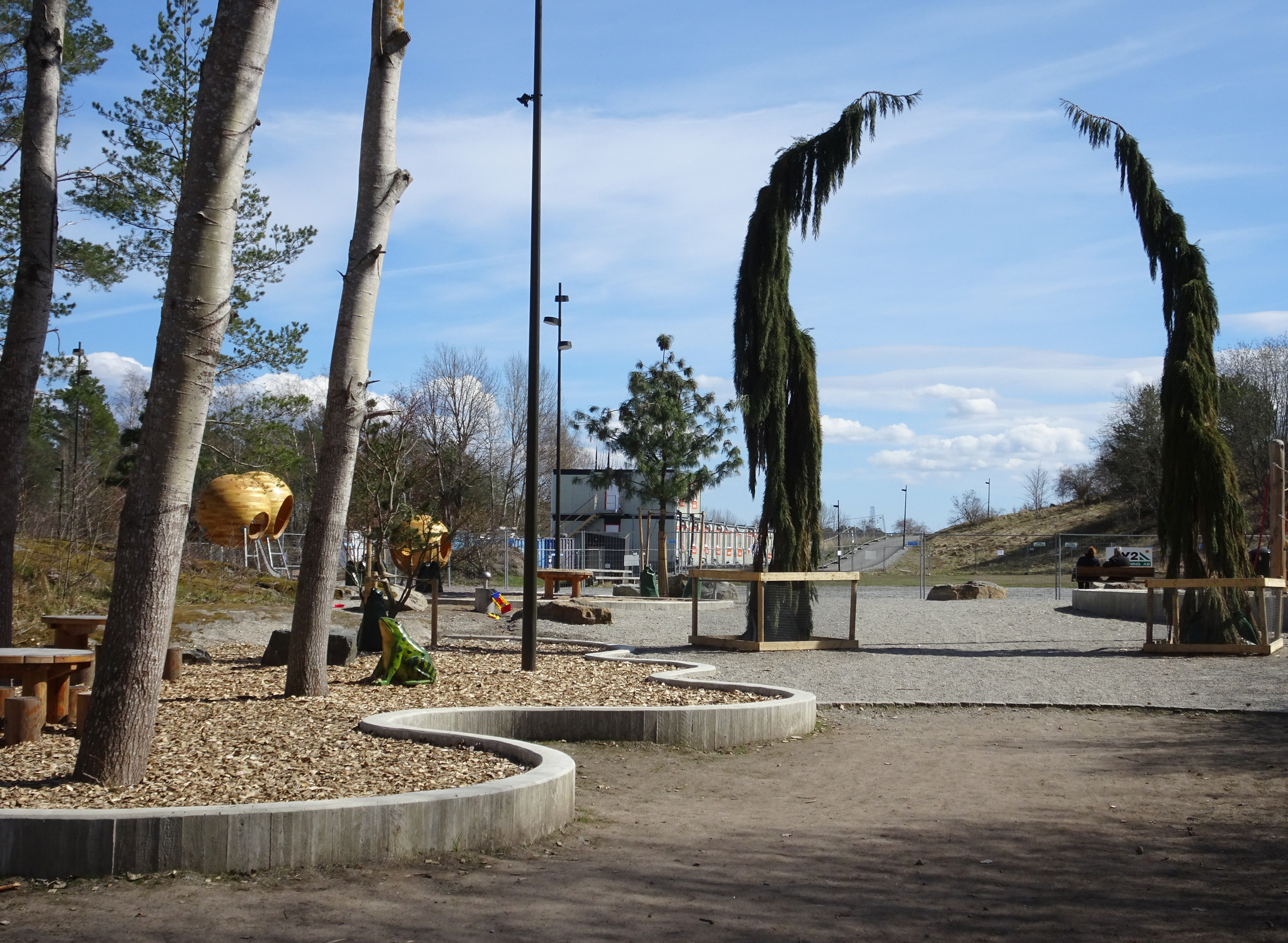
Entrée du parc d'aventure, avril 2021.
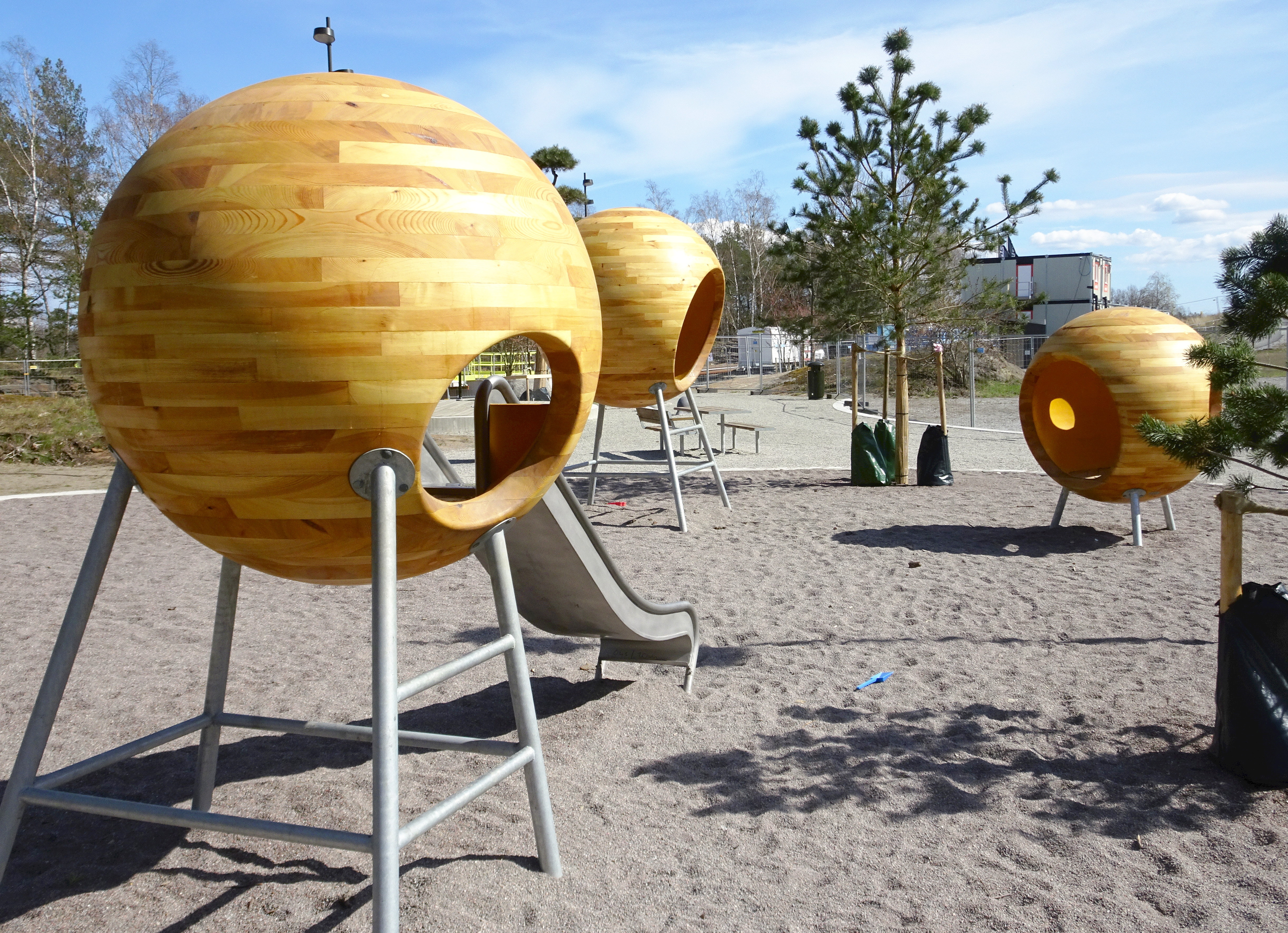
Jeux de balles dans le parc d'aventure, avril 2021.
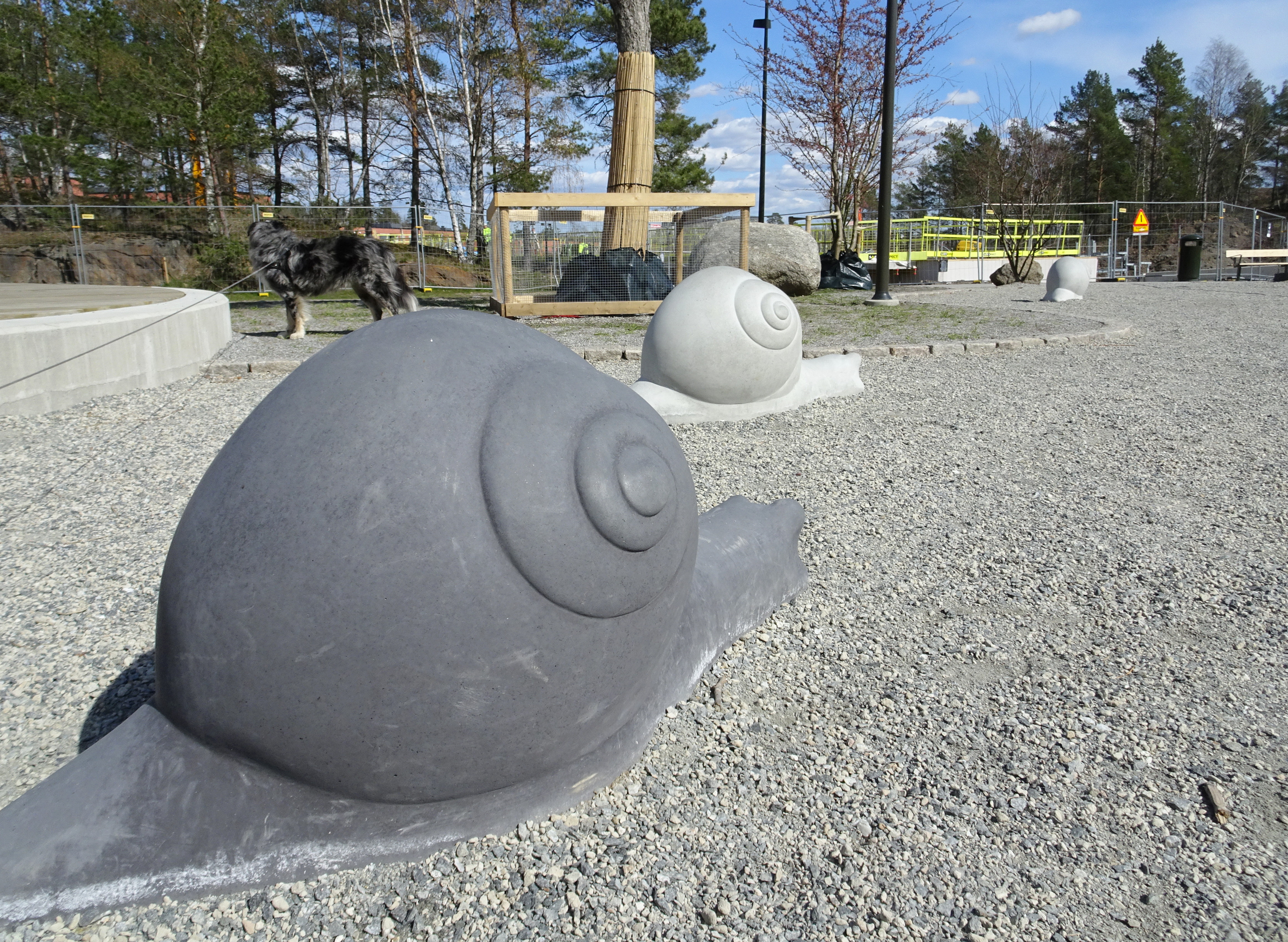
Sculptures d'escargots, avril 2021.
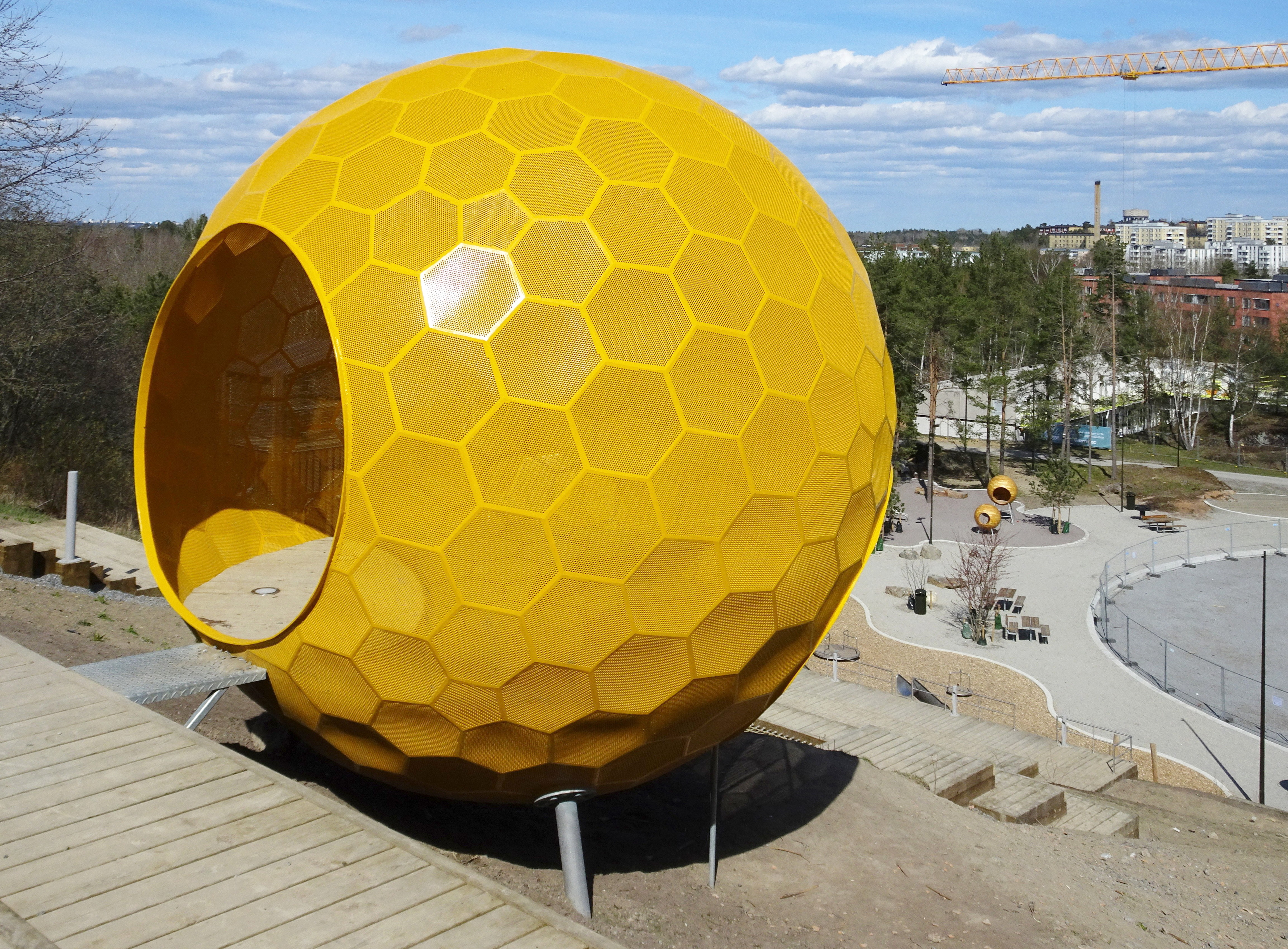
Globe jaune, avril 2021.